# Зелена екологічна партія України «Райдуга»
«Зелена екологічна партія України „Райдуга“» (раніше: Екологічна партія України «Захист») — політична партія України, зареєстрована Міністерством юстиції 20 березня 2001 р. Проводить виховницьку, еколого-просвітницьку та іноваційну діяльність, відома акціями на екологічно безпечну продовольчу тематику. ЗЕПУ «Райдуга» має більше 102 тис. членів партії, партійні осередки по всій Україні, в тому числі в АР Крим. В м. Києві партія має 10 районних парторганізацій та міську.

## Історія
Відома своїми акціями на екологічну тематику: зокрема на День Землі. Акція партії — «Екологічний сад України» було висаджено понад 10 тис. унікальних плодово-ягідних дерев та кущів в більше ніж у 100 містах України і в АР Крим.
За організацію ефективного захисту довкілля, розробку і впровадження природоохоронної ідеології та проведення цієї акції громадським комітетом всеукраїнської акції «Лідер народної довіри» партія єдина визнана переможцем в загальнодержавній номінації «Символ нової хвилі» та нагороджена дипломом. Голова партії Михайло Гуцол переміг в цій акції в номінації «Лицар екологічного захисту». Праця Голови Зеленої екологічної партії України «Райдуга» М. В. Гуцола «Правові аспекти екологічної проблематики» увійшла в навчальний посібник Міністерства освіти та науки України «Політологія» професора Л. В. Нікорича, випущений у 2001 р., по якому навчаються студенти технічних вузів усіх спеціальностей.